# Ramón García y Menacho
Ramón García y Menacho   (València, 11 de juliol de 1837 - València, 28 de març de 1930) fou un militar valencià, Capità general de Catalunya en 1918. Pare de Vicente García-Menacho y Atard, marquès de Santa Marina.
Fou comandant d'artilleria de la III Regió Militar. En 1913 era comandant militar de Ceuta. En 1918 fou nomenat Capità general de Catalunya fins que el 21 de setembre del mateix any va passar a la reserva.
Era cavaller de l'Orde de Montesa, Gentilhome de cambra amb exercici del rei Alfons XIII d'Espanya i gran oficial de Nishan-i-Iftikhar. Entre altres condecoracions, va rebre la Creu del Mèrit Militar amb distintiu roig, la creu de l'Orde d'Isabel la Catòlica i la medalla del Marroc amb passador de Tetuan.